# Soffía Bjarnadóttir
Soffía Bjarnadóttir, née en 1975, est une romancière et poétesse islandaise.

## Biographie
Soffía Bjarnadóttir a grandi à Reykjavik en Islande.